# Namea
Genre
Namea est un genre d'araignées mygalomorphes de la famille des Anamidae.

## Distribution
Les espèces de ce genre sont endémiques d'Australie. Elles se rencontrent au Queensland et en Nouvelle-Galles du Sud.

## Liste des espèces
Selon World Spider Catalog (version 21.5, 19/10/2020) :
- Namea brisbanensis Raven, 1984
- Namea bunya Raven, 1984
- Namea calcaria Raven, 1984
- Namea callemonda Raven, 1984
- Namea capricornia Raven, 1984
- Namea cucurbita Raven, 1984
- Namea dahmsi Raven, 1984
- Namea dicalcaria Raven, 1984
- Namea excavans Raven, 1984
- Namea flavomaculata (Rainbow & Pulleine, 1918)
- Namea gloriosa Rix, Wilson & Harvey, 2020
- Namea gowardae Rix, Wilson & Harvey, 2020
- Namea jimna Raven, 1984
- Namea nebo Rix, Wilson & Harvey, 2020
- Namea nebulosa Raven, 1984
- Namea nigritarsus Rix, Wilson & Harvey, 2020
- Namea olympus Raven, 1984
- Namea salanitri Raven, 1984
- Namea saundersi Raven, 1984

## Publication originale
- Raven, 1984 : « A new diplurid genus from eastern Australia and a related Aname species (Diplurinae: Dipluridae: Araneae). » Australian Journal of Zoology Supplementary Series, no 96, p. 1-51.